# Şentepe, Tatvan
Şentepe là một xã thuộc huyện Tatvan, tỉnh Bitlis, Thổ Nhĩ Kỳ.